# Базаржапов, Галсан Беликович
Галсан Бэликович Базаржапов (род. 1 ноября 1994, Зугалай, Агинский Бурятский автономный округ) — российский спортсмен, стрелок из лука. Участник XXXII летних Олимпийских игр (2021). Серебряный призер чемпионата мира в смешанных командах (микст) (2021). Чемпион Европы, серебряный и бронзовый призер чемпионата Европы в личных и командных соревнованиях (2018, 2021). Бронзовый призер чемпионата Европы в помещении в командных соревнованиях (2017). Серебряный призер этапа кубка мира в командных соревнованиях (2014). Трехкратный бронзовый призер Всемирной летней универсиады в командных соревнованиях и смешанных командах (микст) (2015, 2017). Победитель чемпионата мира среди студентов в личных соревнованиях (2016). Победитель первенства мира в командных соревнованиях (2013).
Четырехкратный чемпион России (2017, 2018, 2022 - дважды), серебряный (2021) и бронзовый (2019) призер чемпионата России в личных соревнованиях. Трехкратный чемпион России (2015, 2017, 2025), серебряный (2021) и трехкратный бронзовый (2019, 2022, 2023) призер чемпионата России в командных соревнованиях. Двукратный чемпион России (2022, 2023) и двукратный бронзовый призер (2017, 2025) чемпионата России в смешанных командах (микст). Двукратный чемпион России в помещении (2014, 2022) и бронзовый призер чемпионата России в помещении (2020) в личных соревнованиях. Двукратный чемпион России в помещении (2021, 2023), двукратный серебряный (2014, 2024) и трехкратный бронзовый (2016, 2017, 2020) призер чемпионата России в помещении в командных соревнованиях. Победитель и двукратный бронзовый призер I Всероссийской спартакиады по летним видам спорта среди сильнейших спортсменов 2022 года в личных, командных соревнованиях и смешанных командах (микст).
Мастер спорта России (2011), Мастер спорта России международного класса (2013), Заслуженный мастер спорта России (2021).

## Биография
Галсан Базаржапов родился 1 ноября 1994 года. Он начал заниматься спортом в 2009 году.

## Карьера
В мае 2011 года получил звание Мастера спорта.
В апреле 2013 года получил звание Мастера спорта международного класса.
В 2017 году Галсан Базаржапов выступил на этапе Кубка мира в Анталии, где проиграл на стадии 1/32 финала. В том же году он выступил на чемпионате мира в Мехико, где добрался до той же стадии в индивидуальном первенстве. В командном турнире стал девятым.
В 2018 году на чемпионате Европы в Легнице завоевал золотую медаль с мужском сборной России, а в личном турнире дошёл до 1/8 финала. В том же году участвовал на этапах Кубка мира в Шанхае и Берлине, где добрался до стадии 1/16 и 1/32 финала. Также принял участие в миксте на этапе в Шанхае, остановившись на стадии 1/8 финала.
В 2019 году Галсан Базаржапов принял участие на Европейских играх в Минске, где стал шестым в соревновании смешанных пар, седьмым в командном турнире. В индивидуальном первенстве добрался до 1/8 финала. Также принял участие в личном турнире на Кубке мира  в Шанхае, где занял девятое место.
В 2021 году завоевал серебро в индивидуальном первенстве и бронзу в командном на чемпионате Европы в Анталии. Принял участие в двух дисциплинах на Олимпиаде в Токио, но в миксте россияне проиграли Турции уже в первом матче со счётом 2:6, а в индивидуальном первенстве Базаржапов всухую уступил индийцу Правину Джадхаву.
В декабре 2022 года получил звание Заслуженного мастера спорта России.